# Active Magnetospheric Particle Tracer Explorers
Active Magnetospheric Particle Tracer Explorers ou AMPTE foi uma missão espacial internacional que consistia em três satélites artificiais dedicados ao estudo da interação entre os íons do vento solar e a magnetosfera terrestre, o transporte difusivo-convectivo, a energização das partículas da magnetosfera e à interação de plasmas no espaço. Os três foram lançados a bordo de um foguete Delta 3924 a partir do Centro Espacial Kennedy no dia 16 de agosto de 1984.

## Características
A missão foi composta por três satélites: CCE (Charge Composition Explorer), fornecido pela NASA; IRM (Ion Release Module), proporcionado pela República Federal da Alemanha; e UKS (United Kingdom Subsatellite), fornecido pelo Reino Unido.